# Sowiecka Formuła 3 Sezon 1975
Sezon 1975 Sowieckiej Formuły 3 – szesnasty sezon Sowieckiej Formuły 3. Składał się z dwóch eliminacji (Czajka i Bikernieki), przy czym podczas każdej eliminacji rozgrywano dwa wyścigi. Mistrzem został Enn Griffel, ścigający się Estonią 19.

## Kalendarz wyścigów
| Runda | Data     | Tor   | Pole position | Najszybsze okrążenie | Zwycięzca           |
| ----- | -------- | ----- | ------------- | -------------------- | ------------------- |
| 1–2   | 13 lipca | Kijów | ?             | ?                    | Enn Griffel         |
| 1–2   | 13 lipca | Kijów | ?             | ?                    | Enn Griffel         |
| 3–4   | 20 lipca | Ryga  | ?             | ?                    | Władimir Grekow     |
| 3–4   | 20 lipca | Ryga  | ?             | ?                    | Walerij Łukaszewicz |

## Klasyfikacja kierowców
| Legenda oznaczeń w tabelach wyników Wyświetl szablon na nowej stronie | Legenda oznaczeń w tabelach wyników Wyświetl szablon na nowej stronie                                                                     |
| Oznaczenie                                                            | Wyjaśnienie |
| --------------------------------------------------------------------- | --- |
| Złoty                                                                 | Zwycięzca lub mistrzostwo |
| Srebrny                                                               | 2. miejsce lub wicemistrzostwo |
| Brązowy                                                               | 3. miejsce lub II wicemistrzostwo |
| Zielony                                                               | Ukończył, punktował (w klasyfikacji generalnej, gdy zdobył co najmniej jeden punkt na przestrzeni sezonu, poza trzema powyższymi opcjami) |
| Niebieski                                                             | Ukończył, nie punktował (w klasyfikacji generalnej, gdy nie zdobył co najmniej jednego punktu na przestrzeni sezonu)                      |
| Czerwony                                                              | Nie zakwalifikował się (NZ) |
| Czerwony                                                              | Nie prekwalifikował się (NPK) |
| Różowy                                                                | Nie ukończył (NU) |
| Różowy                                                                | Niesklasyfikowany (NS) (w klasyfikacji generalnej, gdy nie został sklasyfikowany w żadnym wyścigu sezonu)                                 |
| Czarny                                                                | Zdyskwalifikowany (DK) |
| Czarny                                                                | Wykluczony (WYK/EX) |
| Biały                                                                 | Nie wystartował (NW) |
| Biały                                                                 | Kontuzjowany (K/INJ) |
| Biały                                                                 | Wyścig odwołany (OD/C) |
| Bez koloru                                                            | Został wycofany (WYC/WD) |
| Bez koloru                                                            | Nie przybył (NP/DNA) |
| Bez koloru                                                            | Nie brał udziału w treningach (NT/DNP) |
| Bez koloru                                                            | Nie został zgłoszony (–) |
| Pogrubienie                                                           | Start z pole position |
| Kursywa                                                               | Najszybsze okrążenie wyścigu |
| †                                                                     | Nie ukończył, ale jego rezultat został zaliczony ze względu na przejechanie więcej niż 90% dystansu wyścigu.                              |
| *                                                                     | Sezon w trakcie |
| 1/2/3                                                                 | Punktowana pozycja w sprincie kwalifikacyjnym                                                                                             |
| Lista systemów punktacji Formuły 1                                    | |

| Poz. | Kierowca             | Zespół            | CZJ | CZJ | RGA | RGA |
| ---- | -------------------- | ----------------- | --- | --- | --- | --- |
| 1    | Enn Griffel          | Kalev Tallinn     | 1   | 1   | 3   | 3   |
| 2    | Walerij Łukaszewicz  | DOSAAF Mińsk      | 6   | 5   | 2   | 1   |
| 3    | Atanas Juriavičius   | DOSAAF Kowno      | 3   | 2   | 4   | 4   |
| 4    | Anatolij Alchimowicz | DOSAAF Mińsk      | 4   | 3   | 14  | 6   |
| 5    | Mark Balezin         | DOSAAF Moskwa     | 5   | 4   | NU  | 5   |
| 6    | Władimir Grekow      | Spartak Krasnodar | NU  | NU  | 1   | 2   |
| 20   | Elmars Levits        | Daugava Ryga      | -   | -   | 15  | 18  |
| 22   | Jūlijs Vinte         | DOSAAF Ryga       | -   | -   | 16  | 19  |